# Frontera entre Líbia i Egipte
La frontera entre Líbia i Egipte és la línia fronterera en sentit nord-sud que separa l'oest d'Egipte de l'est de Líbia a l'Àfrica Septentrional. És una línia gairebé rectilínia de 1.115 km de longitud delimitada pel meridià 25 a l'Est travessant el desert de Líbia.

## Traçat
La frontera terrestre comença al golf de Sollum a la costa de la mar Mediterrània. Després, es mou cap al sud al llarg d'una sèrie de segments i arcs de cercles fins que arriba a 29° 14′ N, 25° 00′ E / 29.233°N,25.000°E. Des d'aquest punt, segueix el meridià 25 a l'Est fins al trifini amb els límits Egipte-Sudan i Líbia-Sudan, per 22° 00′ N, 25° 00′ E / 22.000°N,25.000°E. A més de la costa mediterrània, la frontera travessa zones desèrtiques. Separa les governacions egípcies de Wadi al Jadid al sud i Matruh dels districtes libis d'Al Kufrah, Al Butnan i Al Wahat.

## Història
L'Egipte va ser conquerit per l'Imperi Otomà en 1517, i Líbia en 1551. La influència otomana va decaure al segle XVIII; el control de l'Imperi es restaura a Líbia el 1835 i a Egipte en 1840, amb el Tractat de Londres. En 1864, durant la reorganització administrativa de l'imperi, Líbia va esdevenir el vilayet de Tripolitània. La frontera amb el Kedivat d'Egipte seguia una línia generalment nord-oest / sud-est.
Egipte fou envaït pel Regne Unit en 1882. En els anys següents, els britànics van arribar a un acord amb l'Imperi Otomà, que establia el meridià 25 a l'Est com la frontera occidental entre Egipte i les províncies otomanes.
El 1912, després de la guerra italo-turca, Líbia va ser conquerida per Itàlia. La frontera entre les dues entitats està determinada per dos tractats entre Itàlia i el Regne Unit, el 1925 i el 1926.
Egipte es va independitzar el 28 de febrer de 1922 i el Regne de Líbia el 24 de desembre de 1951; el traçat de la frontera fou modificat després de llurs independències.